# Liberty Times
Liberty Times — газета, що виходить у Тайвані на китайській мові традиційними китайськими ієрогліфами. Заснована Лінь Жунсанем, його видає Liberty Times Group, яка також видає англомовну газету Taipei Times. Газета була вперше опублікована 17 квітня 1980 року, під назвою Liberty Daily, до прийняття ії нинішньої назви у 1987 році.

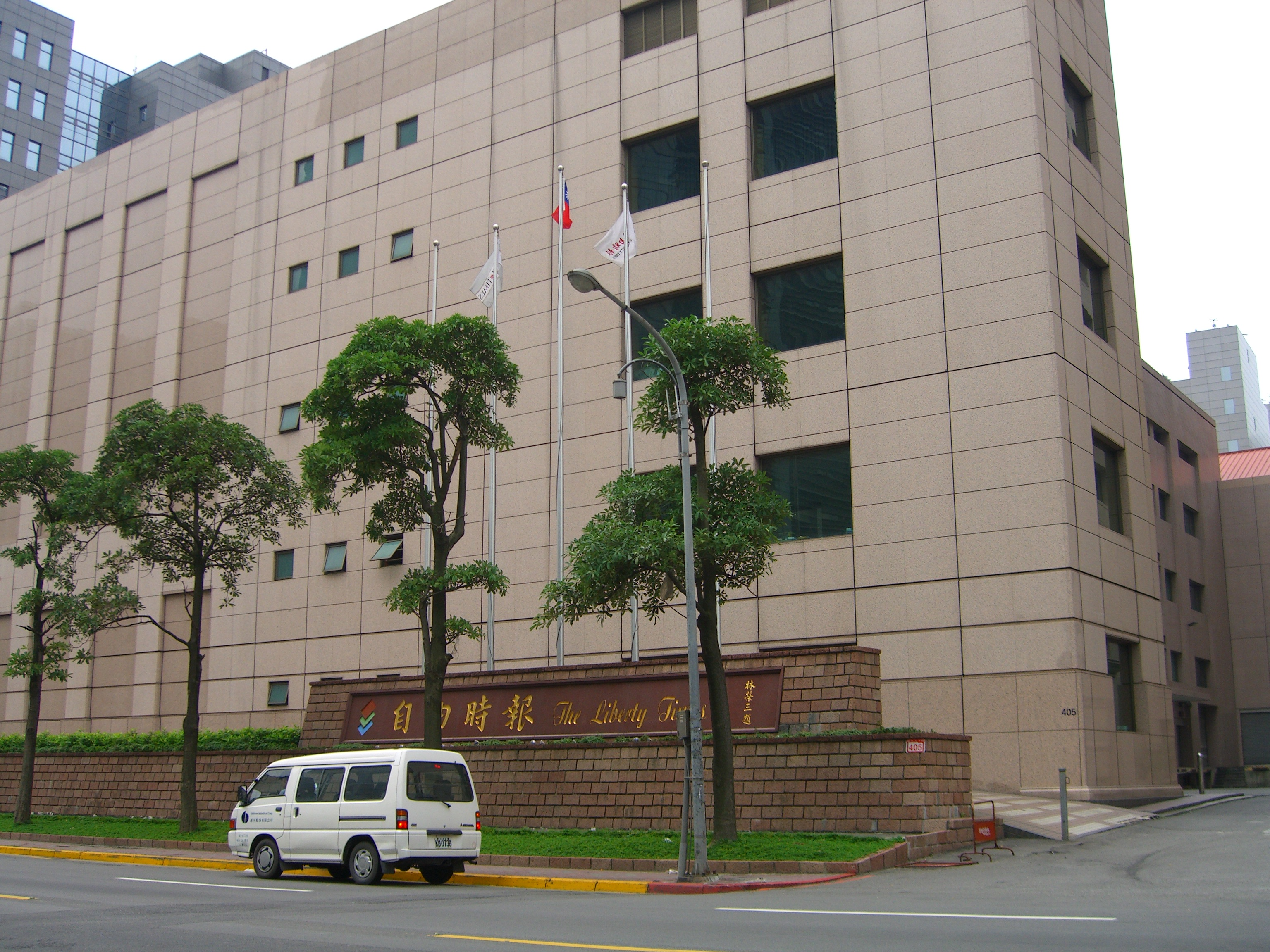
Будівля Liberty Times в Тайбеї.

Це одна з чотирьох головних газет Тайваню, інші три — Apple Daily, China Times та United Daily News. У той час як United Daily News, як вважається, дотримується редакційної лінії, що підтримує об'єднання, вважається, що Liberty Times займає політичну позицію Великої зеленої коаліції, прихильників незалежності.

## Нагороди
| Рік  | Нагороджений                                                                            | Категорія                                  | Тип нагороди         | Назва                                   | Журналісти                     | Примітки    |
| ---- | --------------------------------------------------------------------------------------- | ------------------------------------------ | -------------------- | --------------------------------------- | ------------------------------ | ----------- |
| 2010 | The Society of Publishers in Asia (SOPA) [Архівовано 17 лютого 2020 у Wayback Machine.] | Excellence in Reporting on the Environment | Award for Excellence | 煙囪裡的秘密—台灣六輕麥寮高罹癌率大追蹤 | 劉力仁、林國賢、謝文華、王昶閔 | [ 3 ] [ 4 ] |
| 2010 | Taipei Journalists Association's Social Bright Side Reporting Awards (SBSRA)            | Printed Newspapers (平面新聞報紙類獎項)    | Award                | 菜販捐圖書館、續攢千萬助貧              | 黃明堂                         | [ 5 ] [ 6 ] |